# U.S. Sestese Calcio
Đừng nhầm lẫn với AS Sestese Calcio, một câu lạc bộ có trụ sở tại Sesto Fiorentino.
Unione Sportiva Sestese Calcio là một câu lạc bộ bóng đá Ý đến từ Sesto Calende, Lombardy.

## Lịch sử
Sestese đã được thăng hạng lên Serie D sau khi hoàn thành vị trí đầu tiên ở bảng A của Eccellenza Lombardy trong mùa giải 2006-07. Trong mùa giải 2009-10, nó đã bị rớt xuống Eccellenza.

## Màu sắc và huy hiệu
Màu sắc của nó là trắng và xanh.